# Quai Bach-Dang

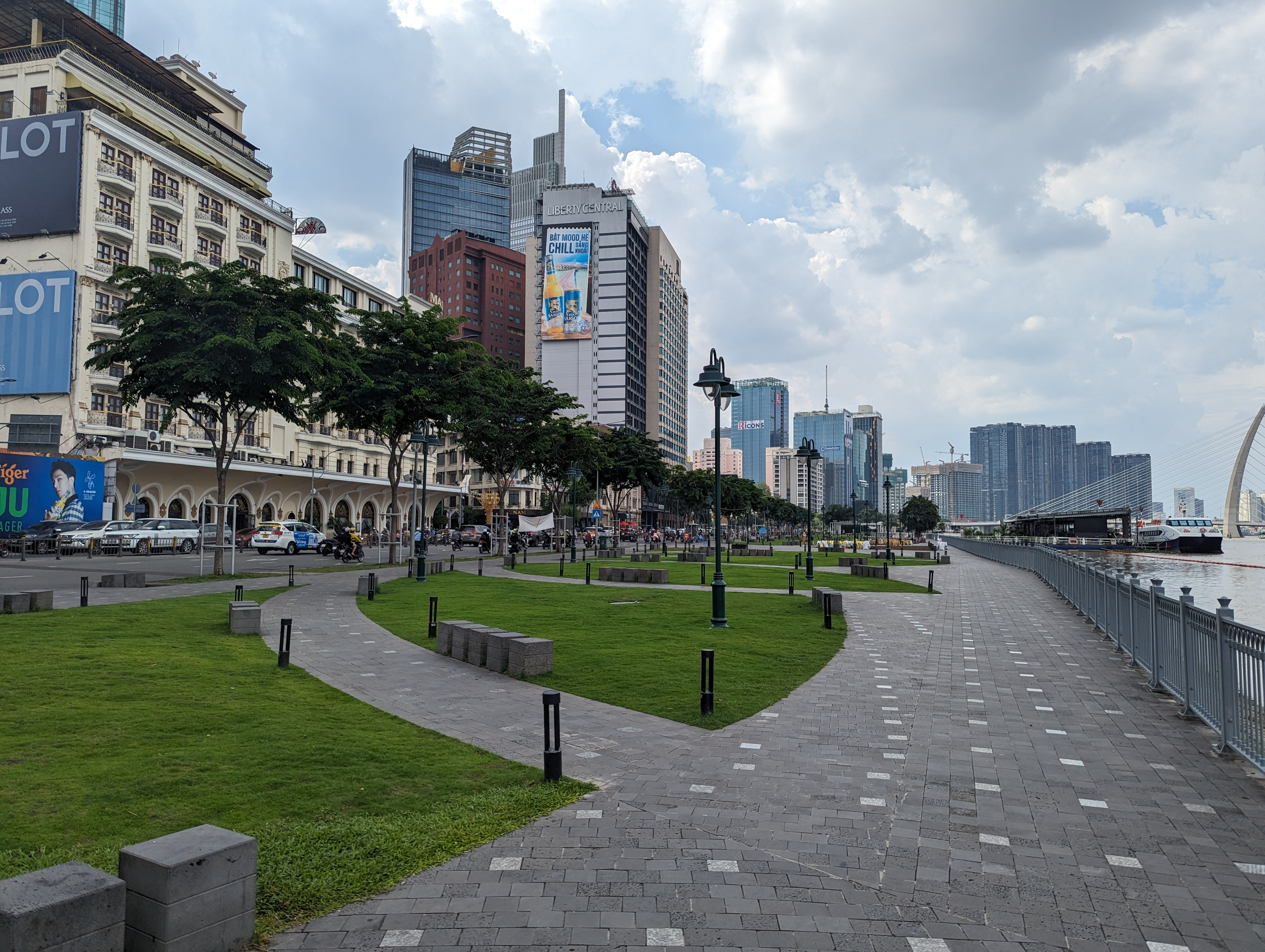
Quai Bach-Dang en 2023.

Le quai Bach-Dang (vietnamien : Bến Bạch Đằng) est un quai et un parc du 1er arrondissement, du centre-ville d'Hô Chi Minh-Ville au Viêt Nam. Il s'étend le long d'environ 1,3 kilomètres de la rivière de Saïgon, depuis le mât du drapeau Thủ Ngữ jusqu'au site de l'ancien arsenal de la Marine (aujourd'hui le complexe Saïgon – Ba Son) et couvre une superficie de 23.400 mètres carrés,.